# 樓梯草棒粉蝨
樓梯草棒粉蝨（学名：[Aleuroclava elatostemae] 错误：{{Lang}}：文本有斜体标记（帮助））为粉蝨科棒粉蝨屬下的一个种。